# Jeu de l'ultimatum
Le jeu de l'ultimatum (en anglais : ultimatum game) est utilisé en économie expérimentale et se joue de la manière suivante : une première personne (joueur A) se voit attribuer une certaine somme d'argent, et doit décider quelle part elle garde pour elle et quelle part elle attribue à une seconde personne (joueur B). La seconde personne doit alors décider si elle accepte ou refuse l'offre. Si elle la refuse, aucun des deux individus ne reçoit d'argent.
Le modèle standard de l'Homo œconomicus postule que les individus poursuivent leur intérêt matériel individuel et agissent de manière rationnelle pour atteindre leurs objectifs. Dans un tel cas de figure, le joueur B devrait accepter toute offre supérieure à zéro de la part du joueur A, et le joueur A, anticipant la réponse du joueur B, devrait faire la plus petite offre positive possible. Ces deux prédictions sont rarement vérifiées et divers chercheurs, notamment des économistes comportementaux ont largement utilisé ce jeu pour tenter d'éclairer le rôle des notions de justice et de réciprocité dans les interactions sociales. Certains chercheurs ont cependant noté le caractère très artificiel de l'expérience, et émis l'hypothèse qu'avec le temps, un phénomène d'apprentissage conduirait les individus à modifier leur comportement.
Une des premières descriptions du jeu a été faite par le prix Nobel d'économie John Harsanyi en 1961.

## Histoire
Une première description du jeu de l’ultimatum a été réalisé par le lauréat du prix Nobel John Harsanyi en 1961 (qui s’est appuyé sur le livre « The Strategy of Conflict » écrit par Thomas Schelling’s en 1960).
Josh Clark attribue l'intérêt moderne pour le jeu à Ariel Rubinstein, mais l'article le plus connu est l'analyse expérimentale de 1982 de Güth, Schmittberger et Schwarze. Les résultats des tests du jeu de l'ultimatum ont remis en question le principe économique traditionnel selon lequel les consommateurs sont rationnels et maximisent leur utilité. Le jeu a par ailleurs été la source de nombreuses recherches dans le domaine de la psychologie humaine. Depuis que le jeu de l'ultimatum s’est développé, ce dernier est devenu une expérience très populaire dans le milieu économique et a "rapidement rattrapé le dilemme du prisonnier en tant que pièce maîtresse d'un comportement apparemment irrationnel" comme le précise l’article de Martin Nowak, Karen M. Page et Karl Sigmund.

## Mécanismes cérébraux
Certaines régions du cerveau (cortex cingulaire antérieur) sont plus fortement activées par les offres injustes que par les offres justes, et ces régions sont plus activées lorsque les offres injustes sont faites par un humain que lorsqu'elles sont faites par un ordinateur. Parmi celles-ci figurent l'insula antérieure bilatérale, impliquée dans les réactions de dégoût, et le cortex préfrontal dorsolatéral, qui joue un rôle dans la cognition. A offre égale, le taux de rejet est plus élevé lorsque l'activation de l'insula est forte, mais le niveau d'activité du cortex préfrontal ne semble pas avoir une influence significative.

## Analyse d'équilibre
Pour faciliter l'exposé, on peut considérer l'exemple simple illustré ci-dessus, où le proposant a deux options : un partage équitable ou un partage injuste. L'argument donné dans cette section peut être étendu au cas plus général où le proposant peut choisir entre plusieurs partages différents.
Deux stratégies sont à la disposition du proposant : proposer un partage équitable ou proposer un partage injuste. Pour chacun de ces deux partages, le répondant peut choisir d'accepter ou de rejeter, ce qui signifie que quatre stratégies sont disponibles pour le répondant : toujours accepter, toujours rejeter, accepter seulement un partage équitable ou accepter seulement un partage injuste.
Un équilibre de Nash est une paire de stratégies (une pour le proposant et une pour le répondant), où aucune des parties ne peut améliorer sa récompense en changeant de stratégie. Il est toujours avantageux pour la personne qui répond d'accepter l'offre, car recevoir quelque chose est mieux que de ne rien recevoir. En même temps, il est avantageux pour le proposant de faire une offre que le répondant acceptera ; de plus, si le répondant accepte n'importe quelle offre, il est avantageux pour le proposant de passer d'une offre juste à une offre injuste. Il y a donc trois équilibres de Nash pour ce jeu :
Le proposant fait une offre équitable ; le répondant n'accepte qu'une offre équitable.
Le proposant fait une offre déloyale ; le répondant n'accepte qu'une offre déloyale.
Le proposant fait une offre déloyale ; le répondant accepterait n'importe quelle offre.
Cependant, seul le dernier équilibre de Nash satisfait à un concept d'équilibre plus restrictif, la perfection du sous-jeu. Le jeu ci-dessus peut être considéré comme ayant deux sous-jeux : le sous-jeu où le proposant fait une offre équitable, et le sous-jeu où le proposant fait une offre déloyale. Un équilibre de sous-jeu parfait se produit lorsqu'il existe des équilibres de Nash dans chaque sous-jeu, dont les joueurs ne sont pas incités à s'écarter. La théorie repose sur l'hypothèse que les joueurs sont rationnels et qu'ils maximisent leur utilité. Ainsi, les deux premiers équilibres de Nash ci-dessus ne sont pas des sous-jeux parfaits : le répondant peut choisir une meilleure stratégie pour l'un des sous-jeux.

## Stratégies à valeurs multiples ou continues
La version la plus simple du jeu de l'ultimatum a deux stratégies possibles pour le proposant, Juste et Injuste. Une version plus réaliste autoriserait de nombreuses offres possibles. Par exemple, l'objet à partager pourrait être un billet d'un dollar, d'une valeur de 100 cents, auquel cas l'ensemble des stratégies du proposant serait constitué de tous les nombres entiers compris entre 0 et 100, y compris pour son choix d'offre, S. Il y aurait deux équilibres de sous-jeu parfaits : (Proposant : S=0, Accepteur : Accepter), qui est un équilibre faible car l'accepteur serait indifférent entre ses deux stratégies possibles ; et le fort (Proposant : S=1, Accepteur : Accepter si S>=1 et Rejeter si S=0).
Le jeu de l'ultimatum est également souvent modélisé à l'aide d'un ensemble de stratégies continues. Supposons que le proposant choisisse une part S d'un gâteau à offrir au récepteur, où S peut être un nombre réel quelconque compris entre 0 et 1, inclus. Si le destinataire accepte l'offre, le gain du proposant est (1-S) et celui du destinataire est S. Si le destinataire rejette l'offre, les deux joueurs obtiennent zéro. L'unique équilibre de sous-jeu parfait est (S=0, Accepter). Il est faible car le gain du récepteur est de 0, qu'il accepte ou rejette. Aucune action avec S > 0 n'est parfaite en sous-jeu, car le proposant dévierait vers S' = S - ϵ\epsilon pour un petit nombre ϵ\epsilon et la meilleure réponse du récepteur serait encore d'accepter. L'équilibre faible est un artefact du fait que l'espace stratégique est continu.

## Résultats expérimentaux
La première analyse expérimentale du jeu de l'ultimatum a été réalisée par Werner Güth, Rolf Schmittberger et Bernd Schwarze. Leurs expériences ont été largement imitées dans divers contextes. Lorsqu'elles sont réalisées entre les membres d'un groupe social partagé (par exemple, un village, une tribu, une nation, l'humanité), les gens proposent des partages "équitables" (c'est-à-dire 50/50), et les offres inférieures à 30 % sont souvent rejetées,.
Une étude limitée sur des jumeaux monozygotes et dizygotes affirme que la variation génétique peut avoir un effet sur les réactions aux offres injustes, bien que l'étude n'ait pas utilisé de contrôles réels pour les différences environnementales. Il a également été constaté que le fait de retarder la décision du répondant conduit les gens à accepter plus souvent les offres "injustes",,.
Les chimpanzés communs ont eu un comportement similaire à celui des humains en proposant des offres équitables dans une version du jeu de l'ultimatum impliquant une interaction directe entre les chimpanzés. Cependant, une autre étude également publiée en novembre 2012 a montré que les deux types de chimpanzés (chimpanzés communs et bonobos) ne rejetaient pas les offres injustes, en utilisant un appareil mécanique.

## Explications
Les résultats très mitigés, ainsi que des résultats similaires dans le jeu du dictateur, ont été considérés comme des preuves à la fois pour et contre les hypothèses de l'Homo economicus de décisions individuelles rationnelles, maximisant l'utilité. Puisqu'un individu qui rejette une offre positive choisit de ne rien obtenir plutôt que d'obtenir quelque chose, cet individu ne doit pas agir uniquement pour maximiser son gain économique, à moins que l'on n'incorpore des applications économiques de facteurs sociaux, psychologiques et méthodologiques (tels que l'effet de l'observateur). Plusieurs tentatives ont été faites pour expliquer ce comportement. Certains suggèrent que les individus maximisent leur utilité attendue, mais l'argent ne se traduit pas directement en utilité attendue,. Peut-être que les individus tirent un certain bénéfice psychologique de la punition ou subissent un certain préjudice psychologique en acceptant une offre basse. Il se pourrait également que le deuxième joueur, en ayant le pouvoir de rejeter l'offre, utilise ce pouvoir comme levier contre le premier joueur, ce qui l'incite à être équitable.

A : Acceptation R : Refus

L'explication classique du jeu de l'ultimatum en tant qu'expérience bien formée se rapprochant du comportement général conduit souvent à la conclusion que le comportement rationnel supposé est exact jusqu'à un certain point, mais qu'il doit englober des vecteurs supplémentaires de prise de décision. Les comptes économiques et psychologiques comportementaux suggèrent que les seconds joueurs qui rejettent des offres inférieures à 50 % du montant en jeu le font pour l'une des deux raisons suivantes. Un compte de punition altruiste suggère que les rejets se produisent par altruisme : les gens rejettent les offres déloyales pour donner une leçon au premier joueur et réduire ainsi la probabilité que le joueur fasse une offre déloyale à l'avenir. Ainsi, les refus sont faits pour profiter au second joueur dans le futur, ou à d'autres personnes dans le futur. En revanche, un compte rendu de la maîtrise de soi suggère que les rejets constituent un échec de l'inhibition d'un désir de punir le premier joueur pour avoir fait une offre déloyale. Morewedge, Krishnamurti et Ariely (2014) ont constaté que les participants en état d'ébriété étaient plus susceptibles de rejeter des offres injustes que les participants sobres. Comme l'état d'ébriété tend à exacerber la réponse prépotente des décideurs, ce résultat soutient le compte de la maîtrise de soi, plutôt que le compte de la punition altruiste. D'autres recherches menées dans le domaine des neurosciences sociales cognitives appuient cette conclusion.
Cependant, plusieurs modèles concurrents proposent des moyens d'intégrer les préférences culturelles des joueurs dans la fonction d'utilité optimisée des joueurs de manière à préserver l'agent maximisant l'utilité en tant que caractéristique de la microéconomie. Par exemple, les chercheurs ont constaté que les proposants mongols ont tendance à proposer des parts égales, bien qu'ils sachent que les parts très inégales sont presque toujours acceptées. Des résultats similaires obtenus auprès d'autres sociétés à petite échelle ont conduit certains chercheurs à conclure que la "réputation" est considérée comme plus importante que toute récompense économique,. D'autres ont proposé que le statut social du répondant puisse faire partie du gain. Une autre façon d'intégrer la conclusion avec la maximisation de l'utilité est une forme de modèle d'aversion pour l'iniquité (préférence pour l'équité). Même dans les configurations anonymes à un coup, le résultat suggéré par la théorie économique, à savoir le transfert d'argent minimum et l'acceptation, est rejeté par plus de 80 % des joueurs.
Une explication qui était à l'origine assez populaire était le modèle "d'apprentissage", dans lequel on supposait que les offres des proposants diminuaient vers l'équilibre de Nash sous le jeu parfait (presque zéro) au fur et à mesure qu'ils maîtrisaient la stratégie du jeu ; cette diminution tend à être observée dans d'autres jeux itératifs. Cependant, cette explication (rationalité limitée) est moins couramment offerte maintenant, à la lumière des preuves empiriques ultérieures.
L'hypothèse a été émise (par exemple par James Surowiecki) que les répartitions très inégales sont rejetées uniquement parce que le montant absolu de l'offre est faible. Le concept ici est que si le montant à partager était de 10 millions de dollars, une répartition 9:1 serait probablement acceptée plutôt que de rejeter une offre de 1 million de dollars. Essentiellement, cette explication dit que le montant absolu de la dotation n'est pas assez important pour produire un comportement stratégiquement optimal. Cependant, de nombreuses expériences ont été réalisées lorsque le montant offert était substantiel : les études de Cameron et de Hoffman et al. ont montré que des mises plus élevées font que les offres se rapprochent d'un partage égal, même dans un jeu de 100 $ US joué en Indonésie, où le revenu moyen par habitant est beaucoup plus faible qu'aux États-Unis. Les refus sont apparemment indépendants des enjeux à ce niveau, avec des offres de 30 dollars US refusées en Indonésie, comme aux États-Unis, même si cela équivaut à deux semaines de salaire en Indonésie. Cependant, une recherche menée en 2011 en Inde avec des enjeux allant jusqu'à 40 semaines de salaire a montré que "plus les enjeux augmentent, plus les taux de rejet approchent de zéro".

## Résumé
Le jeu de l’ultimatum recense sans nul doute l’une des plus larges littératures expérimentales de ces trois dernières décennies. Dans cet article, nous nous intéressons aux décisions des joueurs dans le jeu de l’ultimatum ainsi qu’aux variables explicatives susceptibles d’influencer la somme offerte. Nous réalisons une méta-analyse portant sur un total de 97 observations du jeu simple de l’ultimatum recueillies à travers 42 articles publiés entre 1983 et 2012. Alors que la prédiction théorique annonce que les offres du jeu de l’ultimatum devraient être nulles, nos résultats mettent en évidence que ce choix procure un gain espéré de 7,69 % de la somme en jeu pour le proposant. Alors que le gain espéré du proposant est à son maximum lorsque ce dernier offre 40 % de la somme à partager, la moyenne pondérée des offres formulées par les proposants de notre échantillon d’études s’établit à 41,04 %. Parmi les variables explicatives étudiées, seul le fait d’être un étudiant en économie présente un impact significatif sur les sommes offertes. Ce résultat va dans le sens de l’étude menée par Carter et Irons (1991).